# Dinky
Dinky, dink o también dinki es un término acuñado en los años 1980 proveniente de las siglas inglesas double income; no kids yet (sueldo doble sin hijos aún ). Se refiere a un hecho social relativamente reciente en el cual parejas sin hijos deciden posponer la paternidad de forma indefinida, incluso renunciando a ella, para poder dedicarse exclusivamente a sus carreras laborales. Suele tratarse de profesionales con un perfil económico medio-alto y sus motivaciones suelen estar relacionadas con el mantenimiento de cierto estatus social. En este sentido, los dinks pueden ser considerados un subgrupo de los yuppies.
Hay ciertas variantes de este tipo de estructura familiar. Algunas motivaciones distintas tienen que ver con movimientos ideológicos como la autoextinción, la incapacidad económica, el ambientalismo y la sobrepoblación mundial. Hay que hacer notar la diferencia entre parejas heterosexuales que renuncian o posponen la procreación, con las parejas homosexuales que en muchos casos deben recurrir a formas alternas de concepción o deben aceptar su imposibilidad biológica de procrear. La cultura dinky no es resultado de la imposibilidad biológica de parejas de cualquier condición sexual, sino una elección y proyecto de vida.
Las formas de entender la vida de los dinkys han sido en ocasiones fuertemente criticadas por sectores sociales como la Iglesia por entender que se trata de una actitud egoísta o hedonista en la que prima el consumismo por encima de los valores familiares.

## SINK
El acrónimo SINK significa "Single Income No Kids" (Ingreso único, sin hijos), pueden ser jóvenes o personas maduras que no viven en pareja. También se usa el término “single” para referirse a ellos y suponen un mercado interesante porque no tienen gastos familiares y disponen de libertad para viajar.